# 巴利尼夫卡
48°54′20″N 26°38′5″E / 48.90556°N 26.63472°E
巴利尼夫卡（烏克蘭語：Балинівка），是烏克蘭西部的村莊，隸屬赫梅利尼茨基州的卡緬涅茨-波多利斯基區。該村面積0.59平方公里，海拔高度297米，2001年人口596，人口密度每平方公里1,015.3人。